# Orthea Riley
Orthea Riley, bij ADO Den Haag wel De Surinaamse straaljager genoemd (5 april 2001), is een Surinaams voetbalster. Ze was in 2018 en 2019 Surinaams voetbalster van het jaar. Ze speelde in 2020 in de Vrouwen Beloftencompetitie voor ADO Den Haag en komt uit voor het Surinaams voetbalelftal.

## Carrière

### Suriname
Orthea Riley speelde rond 2016 bij Dosko en het jaar erop bij SV Ascona. In januari 2018 won ze met Ascona de damesbeker van Suriname. In het seizoen 2017/2018 werd ze met elf doelpunten topscorer van de Vrouwen Jeugdklasse. In januari 2019 speelde ze voor SV Transvaal en in mei 2019 keerde ze terug naar Ascona dat rond dit tijd van naam was gewijzigd in SV Athena, voorheen bekend als Ascona.
In 2018 en 2019 werd ze verkozen tot Surinaams voetbalster van het jaar.

### ADO Den Haag
In november 2019 werkten zij, Mirelva Wongsodimedjo en Jeanine Alexander bij Europese clubs een stage af waarmee ze wilden proberen een profcontract te bemachtigen. Alexander tekende een contract bij een Israëlische club en Riley slaagde erin om als eerste Surinaamse voetbalster een contract te tekenen met een club uit de Nederlandse Vrouwen Eredivisie. Dit deed ze op 5 december 2019 op 18-jarige leeftijd bij de Nederlandse club ADO Den Haag. In januari 2020 trad ze aan in de Vrouwen Beloftencompetitie. Vanwege haar snelheid werd ze ook wel De Surinaamse straaljager genoemd.

### Terug in Suriname
Sinds ongeveer 2023 is ze terug op de Surinaamse velden en speelt ze voor SV Transvaal. In juni 2023 werd ze met haar team landskampioen.

### Uma Natio
In april 2018 ging ze mee met het het Surinaams voetbalelftal naar Trinidad en Tobago voor wedstrijden in de CFU Womens Challenge Series. Hier maakte ze de 2-2-gelijkmaker tegen Guyana. In de winst met 6-5 tegen Grenada scoorde Riley vier keer. Ook speelde ze in de wedstrijd tegen Trinidad die Suriname met 7-0 verloor.
In 2019 speelde ze in de CONCACAF Vrouwen U-20 Kampioenschappen en scoorde ze viermaal tegen Antigua en Barbuda. De wedstrijd werd met 4-1 gewonnen.
In januari 2022 speelde ze opnieuw voor Natio Oema, zoals de nationale voetbalvrouwen van Suriname worden genoemd. Tegen Barbados scoorde ze eenmaal in de wedstrijd die in een 1-1-gelijkstand eindigde. In september 2023 scoorde ze in de uitwedstrijd tegen Dominica in een wedstrijd die Suriname met 4-0 won.